# Karesuando
Karesuando (en finnois Kaaresuvanto et en Sami Karesuanto, Gárasavvon ou Karasavvon) est un village de Laponie.
Il est le plus septentrional de la Suède.
Ce village de tornédaliens a pour particularité d'être coupé en deux par la frontière entre la Finlande et la Suède, matérialisée par la rivière Muonio (Muonionjoki  en finnois ). Jusqu'en 1809, Karesuando ne formait qu'un village, mais à la fin de la guerre de Finlande et à la suite du traité de Fredrikshamn signé entre le Royaume de Suède et l'Empire russe il s'est retrouvé scindé en deux.
Aujourd'hui, le village compte 470 habitants, dont 140 du côté finlandais. La partie finlandaise appartient à la municipalité d'Enontekiö et la parte suédoise est une localité de la commune de Kiruna. Le poste-frontière, situé sur la seututie 959 qui relie les deux parties, est le point de passage entre la Suède et la Finlande le plus au nord.
Karesuando marque la jonction entre les routes européennes E8 et E45, ainsi que l'extrémité nord de cette dernière, terme d'un parcours de 4 920 km depuis la Sicile.
Chacune des deux parties du village dispose des services de base, hôtel, restaurant et centre de santé. Côté suédois, l'église de Karesuando est la plus septentrionale du pays.
Le pasteur, prédicateur revivaliste et botaniste Lars Levi Laestadius a vécu à Karesuando de 1826 à 1846 où il a commencé à prêcher la doctrine appelée après lui laestadianisme.